# 33572 Mandolin
33572 Mandolin este o planetă minoră (asteroid), cu un diametru de 2,331 km, din centura de asteroizi. A fost descoperită pe 10 mai 1999 la Experimental Test Site⁠(d) de Lincoln Near-Earth Asteroid Research. 
Obiectul prezintă o orbită caracterizată de o semiaxă mare de 2,5441636 UAi, o excentricitate de 0,06, o înclinație de 5,00705 ° în raport cu ecliptica.